# Macrotarsipus microthyris
Macrotarsipus microthyris is een vlinder uit de familie wespvlinders (Sesiidae), onderfamilie Sesiinae.
Macrotarsipus microthyris is voor het eerst wetenschappelijk beschreven door Hampson in 1919. De soort komt voor in het Afrotropisch gebied.